# 쿠웨이트의 국기
쿠웨이트의 국기는 1961년 11월 24일에 제정되었다. 위로부터 초록·하양·빨강을 배치하고 깃대 쪽으로 검정의 사다리꼴이 있는 깃발로 국기의 색깔은 모두 범아랍색을 채용한 것이다.
초록은 쿠웨이트의 풍요로운 국토를, 하양은 쿠웨이트의 평화, 순수를, 검정은 쿠웨이트가 치른 전쟁을, 빨강은 쿠웨이트가 여러 차례의 전쟁에서 흘린 피를 나타낸다.

## 규격과 색상
쿠웨이트의 국기 규격과 색상은 다음과 같다.

쿠웨이트의 국기 규격

| 색상 | 검정            | 초록               | 하양                  | 빨강                |
| ---- | --------------- | ------------------ | --------------------- | ------------------- |
| RGB  | 0–0–0 (#000000) | 0–122–61 (#007A3D) | 255–255–255 (#FFFFFF) | 206–17–38 (#CE1126) |

## 여러 가지 기

에미르의 기
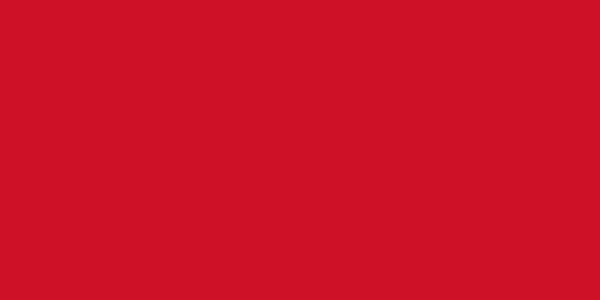
쿠웨이트의 국기 (? ~ 1899년)
쿠웨이트의 국기 (1899년 ~ 1909년)
쿠웨이트의 국기 (1909년 ~ 1915년)
쿠웨이트의 국기 (1915년 ~ 1956년)
쿠웨이트의 국기 (1956년 ~ 1961년)